# Басслер, Бонни
Бонни Линн Басслер (англ. Bonnie Lynn Bassler; род. 1962, Чикаго, Иллинойс) — американский молекулярный биолог, открывшая чувство кворума у бактерий. Доктор философии (1990), профессор Принстонского университета, исследователь Howard Hughes Medical Institute (с 2005), член Национальных Академии наук (2006) и Медицинской академии (2016) США, Американского философского общества (2012), иностранный член Лондонского королевского общества (2012). Удостоена многих отличий, в том числе международных и высокопрестижных.

## Биография
Окончила с отличием Калифорнийский университет в Дейвисе (бакалавр биохимии, 1984) и в том же году была принята в Phi Beta Kappa. Степень доктора философии по биохимии получила в Университете Джонса Хопкинса в 1990 году под началом Saul Roseman. Затем с 1990 по 1994 год постдок в лаборатории Майкла Сильвермана (Michael Silverman) и исследователь — в Agouron Institute в Калифорнии. С 1994 года преподаёт в Принстонском университете: ассистент-профессор, с 2000 года ассоциированный профессор, с 2003 года профессор кафедры молекулярной биологии, именной с 2007 года, и с 2013 года заведующая этой кафедрой, с 2010 года также ассоциат кафедры химии. Также в 2008—2013 годах директор научно-технологического университетского совета. В 2010—2011 годах президент Американского общества микробиологии. В 2011—2013 годах председатель совета управляющих Американской академии микробиологии. В 2011—2016 годах член National Science Board, куда была номинирована президентом Б. Обамой. В 2012—2016 годах член совета директоров Американской ассоциации содействия развитию науки.
Показала, что взаимодействие бактерий, названное чувством кворума, позволяет им координировать своё поведение как популяции и, таким образом, действовать как многоклеточные организмы. Впервые она выявила его у люминесцирующих морских бактерий, которые светятся синим светом только тогда, когда собрались в колонию.
Шеф-редактор «Annual Review of Genetics», редактор «mBio», экс-редактор «Molecular Microbiology (journal)», ассоциированный редактор «Cell», «Proceedings of the National Academy of Sciences», «Journal of Bacteriology» и др.
Член Американской академии искусств и наук (2007), Американской академии микробиологии (2002), Американской ассоциации содействия развитию науки (2004), иностранный член EMBO (2013). Фелло Американского общества клеточной биологии (2017).

## Награды и отличия
- Стипендия Мак-Артура (2002)[4]
- Theobald Smith Society Waksman Award (2003)
- Thomas Edison Patent Award, Research & Development Council of New Jersey (2004)
- Inventor of the Year, New York Intellectual Property Lawyers Association (2004)
- NYIPLA[англ.] Inventor of the Year Award (2004)[5]
- Eli Lilly and Company-Elanco Research Award[нем.] Американского общества микробиологии (2006)
- President’s Distinguished Teaching Award Принстонского университета (2008)
- Всемирный культурный совет — Award for Scientific Merit (2008)
- Премия Уайли (2009)
- Richard Lounsbery Award[англ.] НАН США (2011)
- Премия Л’Ореаль — ЮНЕСКО «Для женщин в науке» (2012)
- President’s Awards for Distinguished Teaching Принстонского университета (2013)[6]
- Excellence in Teaching Award Американского общества микробиологии (2014)
- EMD Millipore Alice C. Evans Award Американского общества микробиологии (2014)
- Excellence in Teaching Award, Phi Beta Kappa (2014)
- Vallee Foundation Professorship (2015)
- Peter Wall Institute[англ.] Visiting Scholar Award (2015)
- Howard Taylor Ricketts Award[нем.] Чикагского университета (2015)
- Премия Шао (2015, совместно с Э. П. Гринбергом)
- FASEB Excellence in Science Award[англ.] (2016)
- Pearl Meister Greengard Prize[англ.], Рокфеллеровский университет (2016)
- NYU Institute for Mathematics and Advanced Supercomputing Award for Outstanding Achievements (2016)
- NJ Chamber of Commerce Women Leaders in Innovation Award (2016)
- Премия Макса Планка (2016)[7]
- Премия Диксона по медицине (2018)
- Ernst Schering Prize[англ.] одноимённого фонда (2018)
- Genetics Society of America Medal[англ.] (2020)
- Премия Грубера по генетике (2020)
- Helen Dean King Award (2020)
- Paul Ehrlich and Ludwig Darmstaedter Prize[англ.] (2021)
- Премия Вольфа по химии (2022)
- Международная премия Гайрднера (2023)
- Премия принцессы Астурийской (2023)
- Национальная научная медаль США (2025)[8]

Удостоена почётных степеней от Суортмор-колледжа (2010), Бэйтс-колледжа (2012), Университета Тафтса (2012), канадского Гуэлфского университета (2015).